# Schüler

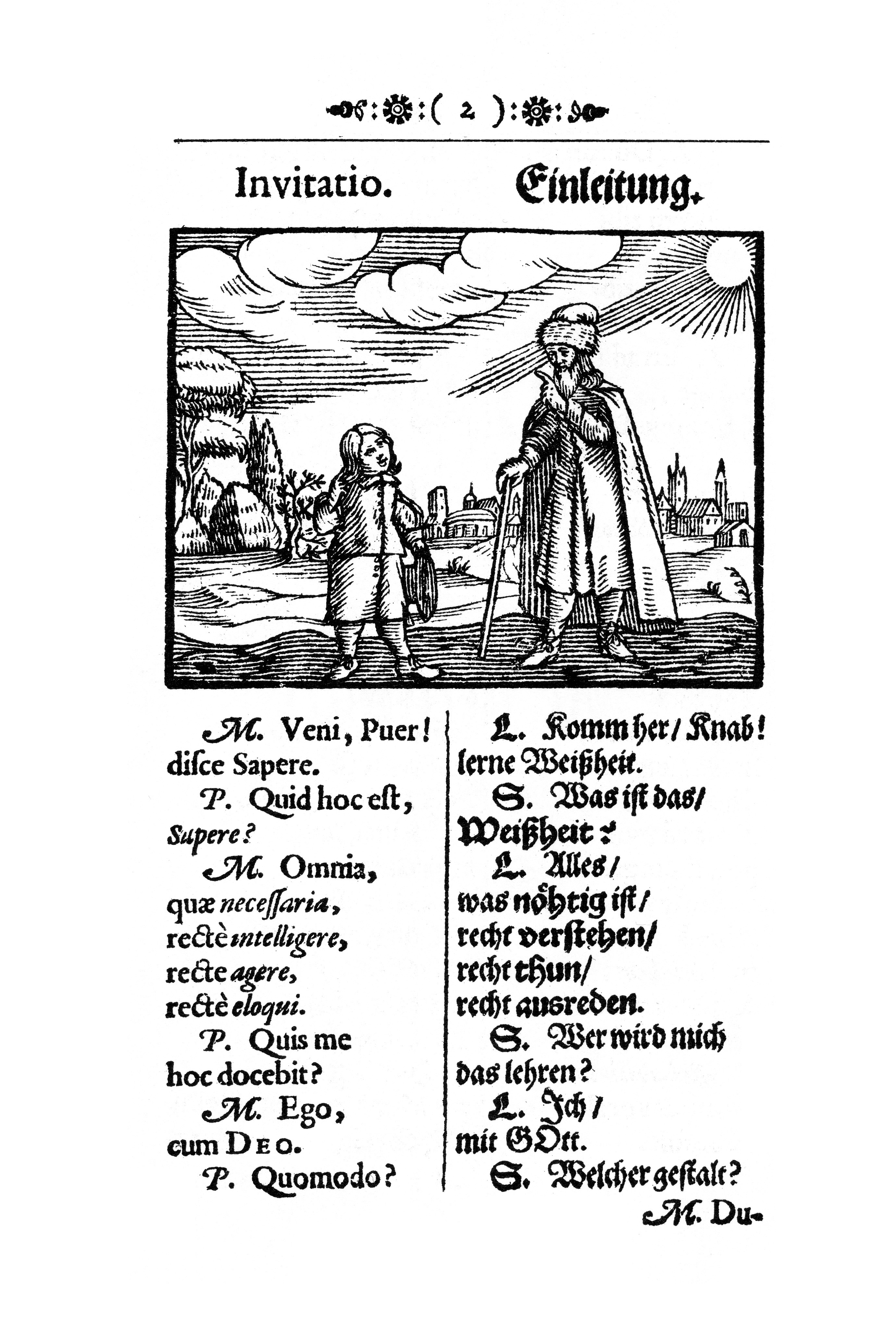
Schüler mit seinem Lehrer Quelle: Illustration aus dem 17. Jahrhundert zu Comenius: Orbis sensualium pictus

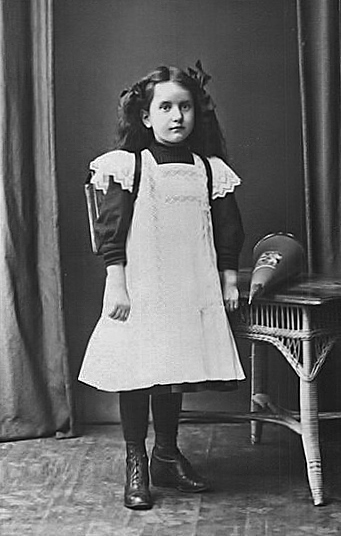
Schülerin mit Schulranzen und Zuckertüte, um 1900,
Foto: Max Hentschel

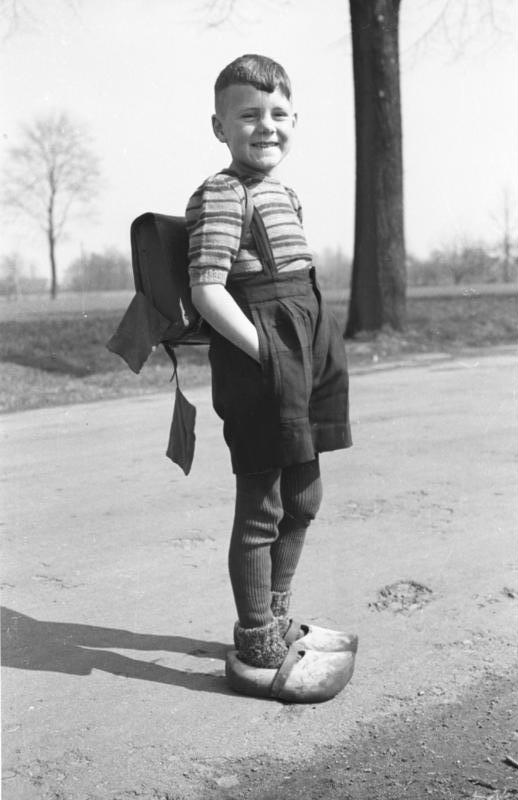
Schüler auf dem Land (1948)

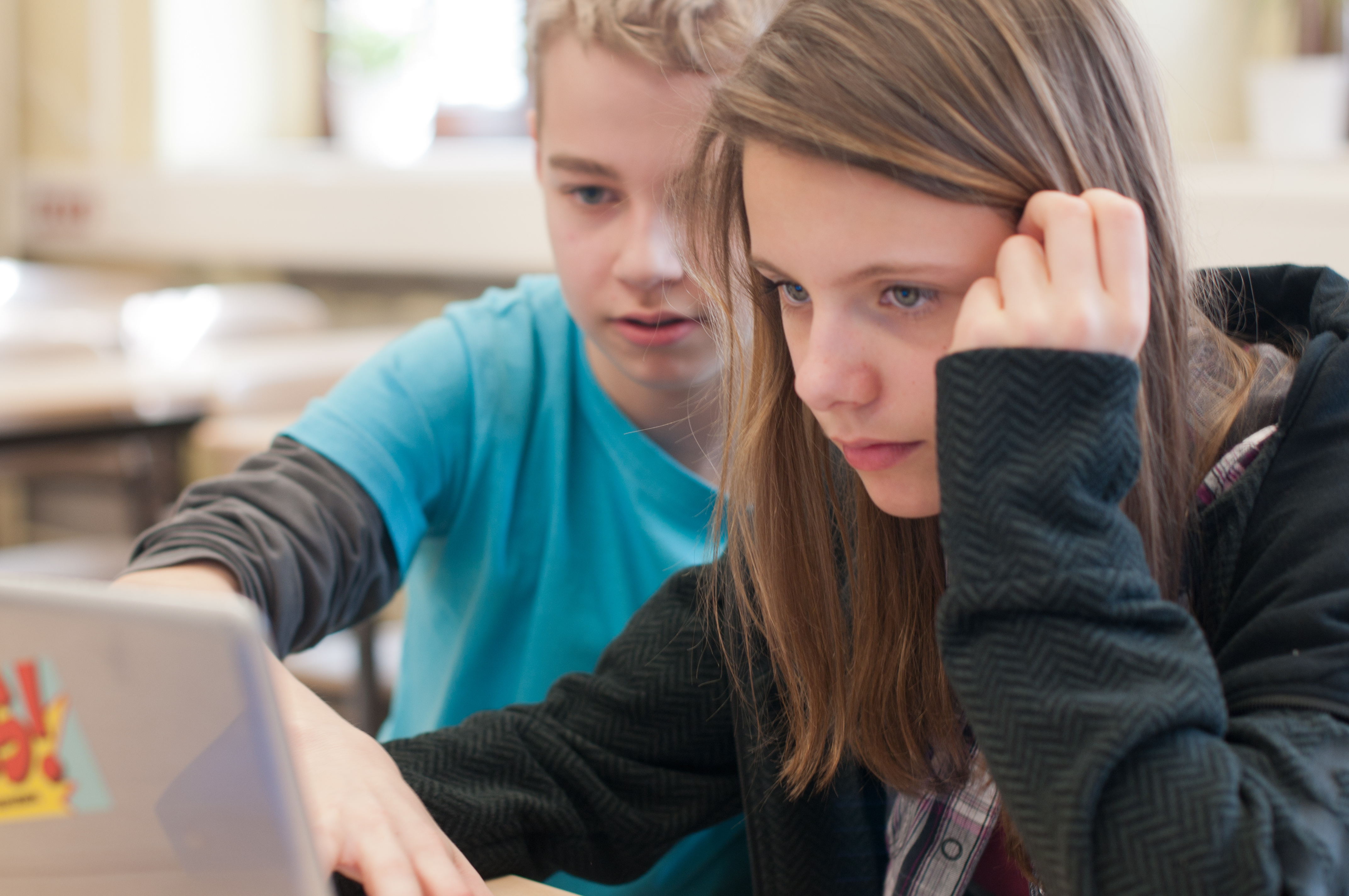
Schüler im Informatikunterricht (2012)

Als Schüler oder Schülerin wird eine Person bezeichnet, die im organisatorischen Rahmen einer Schule lernt oder zur Anhängerschaft bzw. zu den Unterrichteten eines Lehrers gehört. Dabei erhält sie von entsprechenden Lehrern Unterricht, um in einem Lernprozess Fertigkeiten, Wissen, Einsichten, Wertvorstellungen und Verhaltensweisen zu erwerben, zu erweitern, einzuüben und zu vertiefen.

## Staatliches Bildungssystem
Je nach Schulform und Bildungsbereich kann man entsprechende Arten von Schülern benennen. So gibt es etwa für allgemeinbildende Schulen die Bezeichnungen Vorschüler, Grundschüler, Volksschüler (Österreich, Schweiz), Hauptschüler, Realschüler, Förder-/Sonderschüler, Gymnasialschüler, Gesamtschüler, außerordentliche Schüler. Schularten mit geschlechterspezifischer Ausrichtung sind beispielsweise Mädchengymnasien oder Höhere Mädchenschulen für Schülerinnen oder Jungenschulen für Schüler. Jüngere Schüler werden als Schulkinder bezeichnet. Pennäler ist ein veralteter Ausdruck für Schüler weiterführender Schulen.
Personen, die in Bildungseinrichtungen des tertiären (z. B. Universitäten) oder quartären (z. B. Fernschulen) Bereichs immatrikuliert sind und dort eine akademische Ausbildung erhalten, werden als Studenten oder Studierende bezeichnet.
Meistens sind Schüler Teil einer Gruppe mit ähnlichen Lernzielen. Im Rahmen der öffentlichen Schulbildung ist dies bis zur Sekundarstufe I in Deutschland, Österreich und der Schweiz für gewöhnlich die Schulklasse. Besondere Lebenssituationen erfordern aber auch spezielle Arrangements. Bei Zirkuskindern, Kindern von Binnenschiffern und Schaustellern erfolgt in aller Regel der Unterricht in ständig wechselnden Schulen, die sich jeweils nach dem Aufenthaltsort der Eltern richten. Man spricht hierbei auch von Reiseschülern. Zirkuskinder verfügen oftmals über eine Stammschule, da der Zirkus zwischen Oktober und April Winterquartier bezieht. Reiseschüler müssen mit einer Prüfung kurz vor den Zwischenzeugnissen stets nachweisen, ob sie über einem ihren Alter entsprechenden Bildungsstand verfügen.
Hausunterricht, auch Home-Schooling, bei dem die Kinder den Unterricht zu Hause erhalten, ist in Deutschland nicht zulässig, da eine allgemeine Schulpflicht besteht.
Eine besondere Form des Unterrichts findet in den extrem dünn besiedelten Teilen Australiens und Kanadas statt. Da den Kindern dort die weite Anreise in eine Schule nicht zugemutet werden kann, findet der tägliche Unterricht über Funkgeräte (meist CB-Funk) statt. Genauso wie in normalen Schulen regelt ein Unterrichtsplan den Ablauf. Hausaufgaben werden per Post zur Korrektur an die Lehrkraft gesandt oder seit dem Einzug der EDV auch per E-Mail und Internet erledigt. Seit PC und Internet die Regel in den Haushalten geworden sind, wird Unterricht auch per Webcam und Mikrofon erteilt. Jeden Monat werden die Leistungen der Schüler mit einem Testday (Testtag) überprüft, zu dem sich die „Funkkinder“ in einer Schule treffen.

## Andere Formen
Auch gewerbliche Schulen, wie Musikschulen, Sportschulen, Tanzschulen, Fahrschulen, haben Schüler, ebenso wie Privat- und Nachhilfelehrer.
Die in einer bestimmten wissenschaftlichen, literarischen oder künstlerischen Richtung gebildeten Personen werden auch als Schüler derselben bezeichnet (z. B. Bauhaus-Schüler). Häufig nennt man auch Wissenschaftler, Künstler oder Musiker „Schüler“ eines berühmten Lehrers in ihrem Fach, die Schüler von Schülern als Enkelschüler.
Als Schüler werden auch Menschen bezeichnet, die persönlich bei einer Person, die eine Fertigkeit oder ein Fachgebiet besonders gut beherrscht, Unterricht nehmen, bei einem Meister, z. B. bei einem spirituellen Lehrer oder Guru. Im traditionellen Handwerk, der Wissenschaft und der Kunst spricht man oft auch vom Schüler eines Meisters (= dem Meisterschüler) und nimmt so direkt Bezug auf die Einflüsse und Quellen des Schülerwissens (vgl. Schule (Künstler), Schule (Wissenschaft)).
Die Auszubildenden eines Handwerksbetriebs lernen zwar ebenfalls von Meistern, werden jedoch eher als Lehrlinge bezeichnet. In Ländern mit dualer Berufsausbildung sind sie zugleich Berufsschüler. Im Jargon künstlerischer Berufe werden Lernende an entsprechenden Fachschulen für Schauspiel und Tanz als Eleven bezeichnet, ebenso an der Spanischen Hofreitschule. Auch angehende Land- und Forstwirte während ihrer praktischen Ausbildung bezeichnet man so.
Das Noviziat ist die Ausbildung, welche in eine Ordensgemeinschaft neu eingetretene Personen zur Vorbereitung auf die Ordensgelübde erhalten. Im übertragenen Sinn wird auch jemand als Novize bezeichnet, der sich ein bestimmtes Fachgebiet neu aneignet und sich dort noch nicht selbständig betätigen kann, siehe auch Neuling.

## Historisches
Schüler der ersten Klasse in der Volksschule lernten bis in die 1960er hinein mit einer handlich kleinen, holzgerahmten Schiefertafel das Schreiben, woraus der Begriff Taferlklassler in Österreich herrührt. Bis in die heutige Zeit werden Schulanfänger in Zeichnungen mit einem aus der am Rücken getragenen Schultasche ragenden dunkelgrauem Taferl und mit einem an einer Schnur von diesem herunter baumelnden (feuchten) Lappen (siehe Bild) oder Schwämmchen und eventuell auch einem Griffel dargestellt.
Die mit wachsender Schreibfertigkeit folgenden Schreibutensilien Papier und Bleistift und danach Schreibfeder – auf glattem Papier – sind heute noch üblich. Der Graphitstift ist allerdings seit dem 1960ern bleifrei, die Gänsefeder wurde durch Federhalter und Metallfeder, das Tintenfass durch Patronen abgelöst. Tastaturen erlebten die Entwicklung von mechanisch (kurz auch: elektromechanisch) zu auf Computerbildschirm wirkend und am Touchscreen integriert.